# Bangladesh Juniors
Das Bangladesh Juniors (auch Bangladesh Junior International genannt) ist im Badminton die offene internationale Meisterschaft von Bangladesch für Junioren und damit das bedeutendste internationale Juniorenturnier in Bangladesch. Es wurde erstmals 2016 ausgetragen.

## Die Sieger
| Saison | Herreneinzel            | Dameneinzel                | Herrendoppel                                        | Damendoppel                                    | Mixed                                    |
| ------ | ----------------------- | -------------------------- | --------------------------------------------------- | ---------------------------------------------- | ---------------------------------------- |
| 2016   | Cheerandeev Arutchelvan | Erina Parvin Ratna         | Cheerandeev Arutchelvan Jhotiswaran Karupathevan    | Afrina Islam Mouly Erina Parvin Ratna          | Minhaz Mohammad Erina Parvin Ratna       |
| 2017   | nicht ausgetragen       | nicht ausgetragen          | nicht ausgetragen                                   | nicht ausgetragen                              | nicht ausgetragen                        |
| 2018   | Md. Abdul Hamid Lukman  | Treesa Jolly               | Gourab Singha Mangal Singha                         | Rasma Akter Urmi Akter                         | Manav Raj Sumith Treesa Jolly            |
| 2019   | Meiraba Luwang          | Krittaporn Jiantanet       | Justin Hoh Shou Wei M. Fazriq Mohamad Razif         | Cheng Su Hui Cheng Su Yin                      | Goh Boon Zhe Cheng Su Yin                |
| 2020   | abgesagt                | abgesagt                   | abgesagt                                            | abgesagt                                       | abgesagt                                 |
| 2021   | Alwi Farhan             | Bilqis Prasista            | Gourab Singha Syed Saker Mohammad Sibgat Ullah      | Smrity Rajbongshi Urmi Akter                   | Md Nazmul Islam Joy Urmi Akter           |
| 2022   | Gagan Balyan            | Surya Charisma Tamiri      | Venkata Uneeth Krishna Bhimavarapu Shashank Chhetri | Mst Nasima Khatun Smrity Rajbongshi            | Vignesh Thathineni Rashmitha Donepudi    |
| 2023   | abgesagt                | abgesagt                   | abgesagt                                            | abgesagt                                       | abgesagt                                 |
| 2024   | Denis Azzarya           | Thalita Ramadhani Wiryawan | Muhammad Vito Annafsa Grendly Alkatib Lumintang     | Keyla Annisa Putri Micha Leona Luthfia Wardoyo | Muhammad Vito Annafsa Keyla Annisa Putri |